# 唐山港
唐山港是中國河北省唐山市的港口，位於渤海灣海岸。唐山港由京唐港區和曹妃甸港區兩大港區構成；其中京唐港區於1989年開工，曹妃甸港區於2004年開工。2017年12月，唐山港全港貨物吞吐量達57320萬噸，主力貨物是礦石、石油、天然氣及石化製品、鋼鐵。其中曹妃甸港區貨物吞吐量28271万吨，京唐港區完成貨物吞吐量29048万吨。唐山港2018年货物吞吐量完成6.37亿吨，位列全国第三名。
唐山港的管理企業唐山港集團股份有限公司是上海證券交易所的上市公司。